# Впорядковане поле
Впорядковане поле — алгебраїчне поле, для всіх елементів якого визначено лінійний порядок, узгоджений з операціями поля. Найважливішими прикладами є поля раціональних і дійсних чисел. Термін вперше запропонував Еміль Артін у 1927 році.

## Визначення
Нехай {\displaystyle F} — алгебраїчне поле, для його елементів визначено лінійний порядок {\displaystyle \leqslant } (менше або дорівнює) і виконуються властивості:
1. Узгодженість із додаванням: якщо {\displaystyle x\leqslant y}, то для будь-якогоz: {\displaystyle ~x+z\leqslant y+z}.
2. Узгодженість із множенням: якщо {\displaystyle ~0\leqslant x} і {\displaystyle ~0\leqslant y}, то {\displaystyle 0\leqslant xy}.

Тоді поле {\displaystyle F} із визначеним порядком {\displaystyle \leqslant } називається впорядкованим полем. Елементи поля більші від нуля називаються додатними, а менші нуля — від'ємними.

### Конструктивна побудова порядку
Один із способів визначити в полі F лінійний порядок — виділити в ньому підмножину додатних чисел P, замкнуту щодо додавання і множення і для якої три підмножини {\displaystyle P}, нуль і {\displaystyle -P} не перетинаються і разом утворюють розбиття всього поля.
Нехай таку множину P виділено. Позначимо {\displaystyle P_{0}=P\cup \{0\}} (ця множина теж замкнута щодо додавання і множення) і визначимо лінійний порядок у F:
{\displaystyle x\leqslant y}, якщо {\displaystyle y-x\in P_{0}}
Всі наведені вище аксіоми порядку тоді виконані.

## Деякі властивості
- Кожен елемент впорядкованого поля відноситься до однієї й лише однієї з трьох категорій: додатні елементи, від'ємні елементи, нуль. Якщо {\displaystyle x} додатний, то {\displaystyle -x} від'ємний, і навпаки.
- У будь-якому впорядкованому полі {\displaystyle 1>0} і квадрат будь-якого ненульового елемента є додатним.
- Однотипні нерівності можна додавати:

Якщо {\displaystyle x\leqslant y} і {\displaystyle x'\leqslant y'}, то {\displaystyle ~x+x'\leqslant y+y'}.
- Нерівності можна множити на додатні елементи:

Якщо {\displaystyle x\leqslant y} і {\displaystyle c\geqslant 0}, то {\displaystyle ~cx\leqslant cy}.
- Характеристика упорядкованого поля завжди дорівнює нулю. Тому скінченне поле не може бути впорядкованим.
- Поле допускає впорядкування тоді і тільки тоді, коли {\displaystyle -1} не може бути представлена як сума квадратів елементів поля. Поля, що задовольняють цю властивість називаються формально дійсними полями. Зокрема ця властивість показує, що поле комплексних чисел не може бути впорядкованим.
- Найменшим впорядкованим полем є поле раціональних чисел, яке може бути впорядковано тільки одним способом. Тобто ізоморфне йому раціональне поле міститься як підполе в будь-якому іншому впорядкованому полі. Якщо у полі не існує елемента більшого, ніж всі елементи раціонального поля, поле називається архімедовим.

## Підполя і розширення полів
- Підполе впорядкованого поля успадковує батьківський порядок і, отже, теж є впорядкованим полем.
- Розширення E впорядкованого поля k називається впорядкованим, якщо E — впорядковане поле, для якого k є впорядкованим підполем. Ця властивість має місце в тому і тільки в тому випадку, коли -1 не може бути подана в вигляді суми елементів виду {\displaystyle \lambda x^{2},\,} де {\displaystyle \lambda \in k,\,x\in E,\,0\leqslant \lambda .}

Впорядковане поле називається дійсно замкнутим, якщо для нього не існує впорядкованих розширень, що не рівні самому полю. Порядок дійсно замкнутого поля завжди є єдиним. Еквівалентними є наступні властивості впорядкованого поля k: 
1. поле k є дійсно замкнутим,
2. розширення k(i), де i2 = -1 є алгебраїчно замкнутим
3. кожен додатний елемент з k є квадратом і кожен многочлен непарного степеня над k має корінь у k.

Кожне формально дійсне поле має дійсно замкнуте впорядковане алгебраїчне розширення.
Якщо k — впорядковане поле, то можна дати традиційне визначення фундаментальної послідовності. Сукупність фундаментальних послідовностей при належному ототожненні і визначенні операцій перетворюється на впорядковане розширення поля k. Якщо k — архімедове поле, то це розширення є ізоморфним полю дійсних чисел.

## Приклади
- Раціональні числа
- Дійсні числа
- Дійсні алгебраїчні числа
- Поле дійсних раціональних функцій: {\displaystyle ~{\frac {p(x)}{q(x)}}\,}, де {\displaystyle ~p(x),q(x)} — многочлен и, {\displaystyle ~q(x)\neq 0}. Впорядкуємо його наступним чином.
  - Дійсні константи (як многочлени нульового порядку) впорядковані традиційним чином.
  - Нехай {\displaystyle p(x)=p_{0}x^{n}+\dots }, {\displaystyle q(x)=q_{0}x^{m}+\dots \,} Будемо вважати, що дріб {\displaystyle {\frac {p(x)}{q(x)}}>0\,}, якщо {\displaystyle {\frac {p_{0}}{q_{0}}}>0\,}.
  - З визначення випливає, що многочлен {\displaystyle p(x)=x} є більшим, ніж будь-яка константа, тобто аксіома Архімеда для цього поля не виконується, поле є архімедовим.
- Гіпердійсні числа — ще один приклад неархімедового поля.